# Sorbiers (Altos-Alpes)
Sorbiers é uma comuna francesa na região administrativa da Provença-Alpes-Costa Azul, no departamento de Altos-Alpes. Estende-se por uma área de 13,93 km². Em 2010 a comuna tinha 36 habitantes (densidade: 2,6 hab./km²).